# Ferdinando Glück
Ferdinand Glück (Selva di Val Gardena, 20 luglio 1901 – 21 dicembre 1987) è stato un fondista e alpinista italiano fece parte del gruppo di soccorso alpino dei Catores.

## Biografia

### Carriera sciistica
Nato nel 1901 e originario della Val Gardena, in carriera prese parte a un'edizione dei Giochi olimpici invernali, Sankt Moritz 1928, nella quale fu portabandiera della squadra italiana durante la cerimonia d'apertura e partecipò alla 50 km di gran fondo, classificandosi 21º.

### Carriera alpinistica
Guida alpina, negli anni trenta riuscì a compiere oltre venti prime ascensioni sulle Torri del Sella e su altre cime delle Dolomiti; alcune di queste sono diventate delle vie classiche di alto gradimento. La sua impresa più eccellente fu probabilmente la salita della Parete Sud del Piz Ciavazes nel 1928; ancora oggi, sulle Torri del Sella gli è dedicato una via. Morì nel 1987.

## Palmarès

### Campionati italiani
- 1 medaglia:
  -  1 argento (18 km nel 1928)[senza fonte]